# Palle "Banks" Jørgensen
Palle "Banks" Jørgensen (født 19. oktober 1945 i Smørum) er en dansk forfatter og tidligere målmand i fodbold.

## Spillerkarriere
Jørgensen blev indmeldt i B.93 som 10-årig i 1956, hvilket var adgangskravet på daværende tidspunkt. Han blev placeret som målmand på 1. lilleput-holdet eftersom hans mor havde strikket ham en gul målmandstrøje. Han har sidenhen beholdt denne position i samtlige kampe (med undtagelse af to) i hans langvarige spillerkarriere og tilknytning til københavnerklubben.
Som senior spillede Jørgensen i en kortvarig periode (1969-1972) på Østerbro-klubbens førstehold i den tredjebedste fodboldrække (den daværende 3. division Øst), hvor han i sin sidste sæson var med på holdet der vandt divisionen og dermed spillede klubben op i den næstbedste fodboldrække (den daværende 2. division). Det var i denne periode, at han fik tilnavnet "Banks" efter den engelske landsholdsmålmand Gordon Banks, som under VM i 1970 i Mexico lavede en berømt redning mod brasilienske Pelé. Jørgensen klarede et straffespark på tilsvarende måde i Sundby Idrætspark den 6. august 1972 klokken 10:35, hvilket var en medvirkende årsag til at han fik tilnavnet og at B.93 vandt kampen mod Fremad Amager med cifrene 3-2 og . I sin aktive karriere blev Jørgensen kun noteret for 10 kampe på B.93's førstehold, hvorimod han deltog i 150 kampe på klubbens andethold i Danmarksserien. Han fortsatte som målmand på klubbens oldboyshold og senest master- og supermasterholdet og har samlet godt 900 kampe på B.93's forskellige fodboldhold.

## Forfatterskab
Jørgensens forfatterskab begyndte i 1999 med en bog om hele barndomsklubbens fodboldhistorie startende med etableringen af B.93's fodboldafdeling i 1896 til og 1998/99-sæsonen i Superligaen. Grundmaterialet til debutbogen, bl.a. indeholdende samtlige kampresultater og holdopstillinger gennem tiderne, baserede sig på klubbens egne arkivaler og klubbens statistikfører G. A. Lorentzen. Dette blev efterfulgt af tre anmelderroste opslagsværker om de danske fodboldlandshold med statistisk materiale og biografier over samtlige spillere. Værkerne har gjort ham respekteret blandt fodboldstatistikere og fodboldhistorikere indenfor dansk landsholdsfodbold og medførte at Dansk Boldspil-Union kort tid efter udgivelserne erhvervede sig rettighederne til at anvende oplysningerne i landsholdsbøgerne, der pr. 2004 er solgt i godt 6.000 eksemplarer. Han udgav i 2005 en bog om Superligaens historie de første 15 år. I 2007 udkom et samlet værk over det danske håndboldlandsholds historie fra 1934-2007 med beskrivelser af samtlige 847 danske landsholdsspillere gennem tiden.
Sideløbende med skrivningen arbejdede han som privatrådgiver i Danske Bank ved Holmens Kanal i København og senest som kontorchef i bankens hovedsæde. Samtidig har han fungeret som B.93s kasserer og medlem af redaktionen bag fodboldafdelingens klubblad („B.93 Fodbold“) samtidig med at han ført statistik for henholdsvis B.93 og naboklubben Stevnsgade Basket, hvor han opnåede at spille ti år på førsteholdet.